# Mala Uholka, Teceu
Mala Uholka (în ucraineană Мала Уголька) este un sat în comuna Uhlea din raionul Teceu, regiunea Transcarpatia, Ucraina.

## Demografie
Componența lingvistică a localității Mala Uholka
     Ucraineană (99,47%)
     Alte limbi (0,53%)
Conform recensământului din 2001, majoritatea populației localității Mala Uholka era vorbitoare de ucraineană (99,47%), existând în minoritate și vorbitori de alte limbi.